# Antonin Desert
Antonin Desert (Pertuis, 9 de noviembre de 1978) es un deportista francés que compite en tiro, en la modalidad de tiro al plato. Ganó dos medallas en el Campeonato Europeo de Tiro, en los años 2019 y 2025, ambas en la prueba de foso mixto.

## Palmarés internacional
| Campeonato Europeo | Campeonato Europeo    | Campeonato Europeo | Campeonato Europeo |
| Año                | Lugar                 | Medalla            | Prueba             |
| ------------------ | --------------------- | ------------------ | ------------------ |
| 2019               | Lonato (Italia)       | Medalla de plata   | Foso mixto         |
| 2025               | Châteauroux (Francia) | Medalla de bronce  | Foso mixto         |